# Qi’an (köpinghuvudort i Kina, Jiangsu Sheng, lat 32,18, long 121,05)
Qi'an är en köpinghuvudort i Kina. Den ligger i provinsen Jiangsu, i den östra delen av landet, omkring 210 kilometer öster om provinshuvudstaden Nanjing. Antalet invånare är 38 938. Befolkningen består av 22 233 kvinnor och 16 705 män. Barn under 15 år utgör 8,0 %, vuxna 15-64 år 66 %, och äldre över 65 år 25,0 %.
Runt Qi'an är det tätbefolkat, med 709 invånare per kvadratkilometer. Närmaste större samhälle är Jinsha, 10,0 km söder om Qi'an. Trakten runt Qi'an består till största delen av jordbruksmark.
Genomsnittlig årsnederbörd är 1 257 millimeter. Den regnigaste månaden är juli, med i genomsnitt 219 mm nederbörd, och den torraste är januari, med 35 mm nederbörd.